# Utvecklingslinje (evolution)

Fig. 1: Ett evolutionärt träd för rRNA, bestående av utvecklingslinjer.

En utvecklingslinje, eller evolutionär utvecklingslinje, är ett begrepp som används inom zoologi och paleontologi och definieras av att den bara omfattar taxa som alla delar en gemensam förfader. Den beskriver alltså hur ett taxa A är förfader till taxa B och C etc, där dessa olika taxa kan vara exempelvis arter, släkten eller ordningar. En utvecklingslinjen är en del av ett större så kallat evolutionärt träd. Den hypotetiska slutsatsen om en utvecklingslinjes släktskap kan man få fram på olika vis. Om man använder sig av den vetenskapliga metodiken kladistik kallar man utvecklingslinjen för en klad. En klad kan bara finnas om man har utfört en kladistisk analys och fått fram ett kladogram där B och C finns som ändpunkter, medan A är det taxa som analysen visar att B och C uppstod från. En evolutionär utvecklingslinje består ofta av flera olika klader, beroende på vilken skala man använder sig av.

## Fylogenetisk representation av utvecklingslinjer
Utvecklingslinjer representeras ofta visuellt som en delmängd av ett evolutionärt träd. Figur 1, till exempel, visar uppdelningen av livet i tre domäner, vilket är de tre ursprungliga utvecklingslinjerna: bakterier, arkéer och eukaryoter. Fylogenetiska träd är oftast baserade på sekvensanalyser av DNA, RNA eller proteiner. 
Precis som att en karta är en skalenlig uppskattning av geografin, är ett fylogenetiskt träd en uppskattning av de egentliga kompletta evolutionära släktskapen. Exempelvis kan man se i figur 1 att hela utvecklingslinjen för djur har kollapsat till en enda gren i trädet. Emellertid är detta bara en fråga om brist på utrymme.